# Rollhockey-Bundesliga
La Rollhockey-Bundesliga è la massima categoria del campionato tedesco di hockey su pista. Il torneo viene organizzato dalla Federazione di pattinaggio della Germania. È stato istituito nel 1920. I vincitori si fregiano del titolo di campioni di Germania.
La squadra che vanta il maggior numero di campionati vinti è il Walsum con 16 (l'ultimo nel 1998-99), a seguire il Cronenberg con 13 titoli (l'ultimo nel 2011-12).

## Formula
Al campionato prendono parte generalmente 9 squadre. Il torneo si svolge secondo la formula del girone all'italiana: ogni formazione affronta tutte le altre due volte, una presso la propria pista (partita in casa), una presso la pista avversa (partita in trasferta). Vengono assegnati tre punti alla squadra che vince una partita, un punto a ciascuna squadra in caso di pareggio e zero alla squadra sconfitta.
La classifica viene stilata in base ai punti conseguiti complessivamente; in caso di parità tra due o più squadre, le posizioni in graduatoria vengono determinate prendendo in considerazione i seguenti criteri discriminanti, elencati in ordine di importanza:
1. punti conseguiti negli scontri diretti;
2. differenza reti negli scontri diretti;
3. differenza reti complessiva;
4. numero di reti segnate complessivamente.

Al termine del campionato la squadra che occupa la 9ª posizione retrocede direttamente in 2.Rollhockey-Bundesliga.

### Play-off
Le prime otto classificate della stagione regolare disputano i play-off con la formula dell'eliminazione diretta (quarti, semifinale e finale in gare di andata e ritorno). La società vincitrice dei play-off conquista il titolo di squadra campione di Germania.

### Qualificazioni alle coppe europee
In base ai regolamenti delle competizioni hockeistiche europee, è qualificata di diritto all'Eurolega una squadra provenienti dal campionato tedesco:
- la squadra campione di Germania;
- la formazione detentrice dell'Eurolega, qualora sia una società tedesca.;

Tra le società non ammesse all'Eurolega, le migliori quattro della stagione regolare sono qualificate alla Coppa WSE.

## Albo d'oro
| Edizione  | Vincitore              |
| --------- | ---------------------- |
| 1920      | ERSC Stoccarda         |
| 1921      | RSC Berlino            |
| 1922      | SVR Berlino            |
| 1923-1928 | Edizioni non disputate |
| 1929      | ERSC Stoccarda         |
| 1930      | Edizione non disputata |
| 1931      | ERSC Stoccarda         |
| 1932      | Edizione non disputata |
| 1933      | ERSC Stoccarda         |
| 1934      | ERSC Stoccarda         |
| 1935      | ERSC Stoccarda         |
| 1936      | ERSC Stoccarda         |
| 1937      | Norimberga             |
| 1938      | Norimberga             |
| 1939      | Norimberga             |
| 1941      | Norimberga             |
| 1941      | Norimberga             |
| 1942      | Norimberga             |
| 1943-1946 | Edizioni non disputate |
| 1947      | SSRC Stoccarda         |
| 1948      | SSRC Stoccarda         |
| 1949      | Walsum                 |
| 1950      | Dortmund               |
| 1951      | Herten                 |
| 1952      | Walsum                 |
| 1953      | Walsum                 |
| 1954      | Walsum                 |
| 1955      | Herten                 |
| 1956      | Herten                 |
| 1957      | Herten                 |
| 1958      | ERC Stoccarda          |
| 1959      | ERC Stoccarda          |
| 1960      | TSG Darmstadt          |
| 1961      | Herten                 |
| 1962      | TSG Darmstadt          |
| 1963      | TSG Darmstadt          |
| 1964      | Herten                 |
| 1965      | Herten                 |
| 1966      | TSG Darmstadt          |
| 1967      | Hüls                   |
| 1968      | Remscheid              |
| 1969      | Remscheid              |
| 1970      | Herten                 |
| 1971      | Walsum                 |
| 1972      | Walsum                 |
| 1973      | Walsum                 |
| 1974      | Walsum                 |
| 1975      | Walsum                 |

| Edizione  | Vincitore            |
| --------- | -------------------- |
| 1976      | Iserlohn             |
| 1977      | Iserlohn             |
| 1978      | Remscheid            |
| 1979      | Herten               |
| 1980      | Cronenberg           |
| 1981      | Walsum               |
| 1982      | Cronenberg           |
| 1983      | Ober-Ramstadt        |
| 1984      | Cronenberg           |
| 1985      | Walsum               |
| 1986      | Iserlohn             |
| 1987      | Walsum               |
| 1988      | Darmstadt            |
| 1989      | Walsum               |
| 1990      | Walsum               |
| 1991      | Walsum               |
| 1991-1992 | Remscheid            |
| 1992-1993 | Weil                 |
| 1993-1994 | Remscheid            |
| 1994-1995 | Weil                 |
| 1995-1996 | Cronenberg           |
| 1996-1997 | Düsseldorf Nord      |
| 1997-1998 | Cronenberg           |
| 1998-1999 | Walsum               |
| 1999-2000 | Weil                 |
| 2000-2001 | Cronenberg           |
| 2001-2002 | Cronenberg           |
| 2002-2003 | Cronenberg           |
| 2003-2004 | Weil                 |
| 2004-2005 | Cronenberg           |
| 2005-2006 | Iserlohn             |
| 2006-2007 | Cronenberg           |
| 2007-2008 | Iserlohn             |
| 2008-2009 | Iserlohn             |
| 2009-2010 | Cronenberg           |
| 2010-2011 | Cronenberg           |
| 2011-2012 | Cronenberg           |
| 2012-2013 | Germania Herringen   |
| 2013-2014 | Germania Herringen   |
| 2014-2015 | Iserlohn             |
| 2015-2016 | Iserlohn             |
| 2016-2017 | Iserlohn             |
| 2017-2018 | Germania Herringen   |
| 2018-2019 | Germania Herringen   |
| 2019-2020 | Germania Herringen   |
| 2020-2021 | titolo non assegnato |
| 2021-2022 | Germania Herringen   |
| 2022-2023 | Germania Herringen   |

### Riepilogo vittorie per squadra
| Squadra            | Titoli | Edizioni                                                                                       |
| ------------------ | ------ | ---------------------------------------------------------------------------------------------- |
| Walsum             | 16     | 1949, 1952, 1953, 1954, 1971, 1972, 1973, 1974, 1975, 1981, 1985, 1987, 1989, 1990, 1991, 1999 |
| Cronenberg         | 13     | 1980, 1982, 1984, 1996, 1998, 2001, 2002, 2003, 2005, 2007, 2010, 2011, 2012                   |
| Herten             | 9      | 1951, 1955, 1956, 1957, 1961, 1964, 1965, 1970, 1979                                           |
| Iserlohn           | 9      | 1976, 1977, 1986, 2006, 2008, 2009, 2015, 2016, 2017                                           |
| ERSC Stoccarda     | 7      | 1920, 1929, 1931, 1933, 1934, 1935, 1936                                                       |
| Germania Herringen | 7      | 2013, 2014, 2018, 2019, 2020, 2022, 2023                                                       |
| Norimberga         | 6      | 1937, 1938, 1939, 1940, 1941, 1942                                                             |
| Remscheid          | 5      | 1968, 1969, 1978, 1992, 1994                                                                   |
| TSG Darmstadt      | 4      | 1960, 1962, 1963, 1966                                                                         |
| Weil               | 4      | 1993, 1995, 2000, 2004                                                                         |
| SSRC Stoccarda     | 2      | 1947, 1948                                                                                     |
| ERC Stoccarda      | 2      | 1958, 1959                                                                                     |
| RSC Berlino        | 1      | 1921                                                                                           |
| SVR Berlino        | 1      | 1922                                                                                           |
| Dortmund           | 1      | 1950                                                                                           |
| Hüls               | 1      | 1967                                                                                           |
| Ober-Ramstadt      | 1      | 1983                                                                                           |
| Darmstadt          | 1      | 1988                                                                                           |
| Düsseldorf Nord    | 1      | 1997                                                                                           |